# Лестерський кодекс
«Лестерський кодекс» (Codex Leicester) — зошит наукових записів, зроблених Леонардо да Вінчі в Мілані в 1506–1510 роках. 

## Опис
Манускрипт складається з 18 аркушів паперу, списаних з обох сторін, які утворюють 72-сторінковий зошит. Нотатки Леонардо написані його власним дзеркальним письмом — прочитати їх можна тільки за допомогою дзеркала.
Записи присвячені різним явищам, про природу яких розмірковував Леонардо: чому світиться Місяць, як і чому тече вода в річках, звідки беруться скам'янілості, з чого складаються мінерали тощо. Зошит містить велику кількість математичних розрахунків, діаграм і малюнків. «Лестерським» кодекс був названий на честь графа Лестера, який купив манускрипт 1717 року. У 1980 році зошит у спадкоємців Лестера викупив Арманд Гаммер, на честь якого він протягом короткого періоду називався «Кодексом Хаммера» (Codex Hammer).
Після його смерті в 1994 році кодекс був виставлений на торги, в ході яких був придбаний засновником Microsoft Білом Гейтсом за $30,8 млн. За його ініціативою «Лестерський кодекс» виставляється в різних музеях світу, з 2003 року він демонструється в Музеї Мистецтв Сіетла.